# Madagascar (soundtrack)
Madagascar is de originele soundtrack van de gelijknamige film, gecomponeerd door Hans Zimmer. Het album werd uitgebracht op 24 mei 2005 door Geffen Records.
De originele filmmuziek werd uitgevoerd door een orkest onder leiding van Gavin Greenaway en Nick Ingman in combinatie met elektronische muziek. Het album bevat naast de originele filmmuziek van Zimmer ook bekende popmuziek die werden gebruikt in de film. Met het nummer "I Like to Move It" van Reel 2 Real (geschreven door Erick Morillo) maakte Sacha Baron Cohen (stem van King Julien XIII) een nieuwe gezongen versie voor de film. Het nummer "Born Free" is geschreven door John Barry voor de gelijknamige film en werd bewerkt door Zimmer. Additioneel muziek werd gecomponeerd door James Dooley, James S. Levine en Heitor Pereira.De Spaanse in België geboren zangeres Belle Pérez zong het Nummer "Que vida la vida (Chiquitan)" die speciaal voor de Nederlandse en Vlaamse versie van de film werd gemaakt. Hiermee behaalde ze zowel in Nederland als in Vlaanderen een top 3 hit in de hitlijsten. Het album bereikte plaats 36 in de Billboard 200.

## Solisten
- Paul Kegg - Cello
- Bruce White - Altviool
- Jonathan Williams - Cello

## Nummers
| Nummer | Titel                  | Artiest(en)        | Duur |
| ------ | ---------------------- | ------------------ | ---- |
| 1      | Best Friends           |                    | 2:24 |
| 2      | I Like to Move It      | Sacha Baron Cohen  | 3:51 |
| 3      | Hawaii Five-O          | The Ventures       | 1:49 |
| 4      | Boogie Wonderland      | Earth, Wind & Fire | 4:49 |
| 5      | Whacked Out Conspiracy |                    | 2:16 |
| 6      | Chariots of Fire       | Vangelis           | 3:29 |
| 7      | Stayin' Alive          | Bee Gees           | 4:44 |
| 8      | Zoosters Breakout      |                    | 1:39 |
| 9      | Born Free              |                    | 1:24 |
| 10     | The Fossa Attack       |                    | 0:37 |
| 11     | Beacon of Liberty      |                    | 2:09 |
| 12     | What a Wonderful World | Louis Armstrong    | 2:16 |